# Fight Club (film)
Fight Club este un film american din 1999, ecranizare a romanului omonim de Chuck Palahniuk, este un film regizat de David Fincher a fost votat printre primele 10 filme ale anilor 90 și a primit numeroase nominalizări coloana sonoră pe care le-a pierdut in favoarea filmului Matrix. În rolurile principale apar actori celebri precum Edward Norton, Brad Pitt și Helena Carter care a și primit premiul de cea mai bună actriță britanică cu toate că unii critici au declarat că nu au facut personajul ei suficient de interesant.

## Sumar
Fight club este o comedie neagră și satirizatoare, a fost unul dintre cele mai controversate și discutate filme din 99 și a fost recunoscut pentru stilul său inovator, dar a și inspirat pe unii să creeze cluburi de luptă sau să vandalizeze.
Succesul filmului a fost unul întârziat, a avut încasări cel mult modeste, iar producătorii care au fost ezitanți când au mai văzut și săpunul roz care este emblema filmului au crezut că este o glumă proastă. Aceștia s-au bazat pe celebritatea celor 2 actori Pitt si Norton pentru a promova filmul și au difuzat trailerul pe canale de luptă, contrar dorințelor regizorului care considera că distorsionează semnificația filmului.
După multe amânări filmările au început spre sfârșitul lui 99. Filmul folosește lupta ca o metaforă pentru sentimentele create de conflictul dintre generații. Naratorul fiind și protagonistul fără nume întrucât acesta întruchipează omul de rând, naratorul de neîncredere jucat de Norton devine încurcat cu Tyler Durden, jucat de Pitt, și Marla , jucată de Carter, într-un triunghi amoros. Regizorul a adăugat tonuri homoerotice relației dintre narator și Tyler, deviând de la roman, pentru a împiedica spectatorul să ghicească finalul, de asemenea Tyler nu apare in nici un cadru amorsa.
Adaptarea romanului a fost facută de Uhls, care a fost si lăudat pentru fidelitatea sa față de roman. Filmul a fost filmat in jurul Los Angesului și în platourile Century City, regizorul a folosit de 3 ori mai mult film decât un film obișnuit hollywoodian, iar luptele au avut o coregrafie complexă și au fost cât se poate de realiste, până la lovituri care tăiau rasuflarea, deoarece regizorul dorea ca luptele să pară cât mai reale.
Filmul a folosit numeroase efecte speciale și imagini generate pe calculator (CG, cum ar fi neuronii de la genericul de început, colapsul blocurilor de la final și multe altele intre). Fight club a fost filmat in Super 35 pentru maximă flexibilitate. Regizorul a creat o atmosferă normală prin montaj, încadratură, unghiulație, lumină si sunet pentru narator și alta mai dezechilibrată, hyper-reală și destrămată pentru Tyler pentru a sugera ceea ce avea să urmeze pentru narator. Încă de la începutul filmului, inainte ca naratorul să fi făcut cunoștință cu Tyler, acesta apărea pentru câteva fotograme in diferite cadre, după cum explică regizorul ”naratorul îl creează pe Tyler, dar acesta se află încă la periferia conștiinței acestuia”. S-au folosit culori puternic desaturate pentru haine și machiaj și echipa de filmare a folosit lumină naturală de câte ori a putut.
Pentru scenele de luptă regizorul a folosit lumină fluorescentă însă a avut grijă ca scenele să fie suficient de întunecate ca să nu se vadă ochii (tehnica lui Gordon Willis), dar să se vadă leziunile personajelor. Majoritatea filmărilor au avut loc noaptea, iar scenele de zi au fost făcute in locuri umbroase, iar pentru scena celebră din subsolul tavernei lui Lou regizorul a folosit lămpi de muncă ieftine pentru a crea acea lumină difuză. Cadrele au fost inițial fixe și obiective apoi camera s-a mutat în unghiul subiectiv al luptătorului urmărindu-i mișcările asemenea unui spectator, fapt ce a creat senzația de autenticitate a imaginilor.

### Distribuție
| Actor                |     | Rol            |
| -------------------- | --- | -------------- |
| Edward Norton        | ... | Naratorul      |
| Brad Pitt            | ... | Tyler Durden   |
| Helena Bonham Carter | ... | Marla Singer   |
| Meat Loaf            | ... | Robert Paulson |
| Jared Leto           | ... | Angel Face     |